# ليونيد أندرييف
ليونيد أندرييف (1871-1919م). كاتب قصصي ومسرحي روسي.
امتاز أندرييف بالتشاؤم والقنوط المفرط في معظم أعماله. ويعالج عدد من أعماله موضوعات الوحدة والمعاناة الإنسانية. وتستكشف قصته القصيرة الأكثر شهرة الضحكة الحمراء (1904م) رعب وهول الحرب. أما روايته القصيرة السبعة الذين شنقوا (1908م) فتستقصي مشاعر خمسة ثوريين واثنين من القتلة، بينما ينتظرون إعدامهم. أما مسرحيتاه الأكثر شعبية فهما حياة الإنسان (1906م)، والذي يتعرض للصفع (1915م).

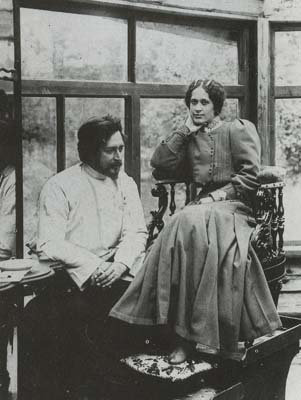
ليونيد وزوجته

## روابط خارجية
- ليونيد أندرييف على موقع IMDb (الإنجليزية)
- ليونيد أندرييف على موقع الموسوعة البريطانية (الإنجليزية)
- ليونيد أندرييف على موقع ميوزك برينز (الإنجليزية)
- ليونيد أندرييف على موقع قاعدة بيانات برودواي على الإنترنت (الإنجليزية)
- ليونيد أندرييف على موقع قاعدة بيانات برودواي على الإنترنت (الإنجليزية)
- ليونيد أندرييف على موقع قاعدة بيانات الفيلم (الإنجليزية)